# Нёлгомозеро (озеро)
Нёлгомозеро — пресноводное озеро на территории Петровского сельского поселения Кондопожского района Республики Карелии.

## Общие сведения
Площадь озера — 1,7 км², площадь водосборного бассейна — 211 км². Располагается на высоте 135,0 метров над уровнем моря.
Котловина ледникового происхождения.
Форма озера лопастная, продолговатая: оно почти на два с половиной километра вытянуто с северо-запада на юго-восток. Берега каменисто-песчаные, местами заболоченные.
Из южной оконечности озера вытекает безымянная протока, впадающая в Нижнее Нёлгомозеро — исток реки Малой Суны, впадающей в Сямозеро. Из Сямозера берёт начало река Сяпся, впадающая в Вагатозеро. Через последнее протекает река Шуя.
С востока в озеро впадает река Вилга. С запада впадает протока без названия, несущая воды Вуажозера, Вохтозера и Насоновского и Верхнего Нёлгомозера.
Общая площадь островов на озере составляет 0,08 км². По центру озера расположен один относительно крупный (по масштабам водоёма) остров без названия.
Рыба: щука, плотва, лещ, окунь, налим, ёрш.
На северном берегу водоёма расположен посёлок Нелгомозеро, через который проходит дорога местного значения 86К-85 («Спасская Губа — Вохтозеро»).
Код объекта в государственном водном реестре — 01040100111102000017198.

## Панорама

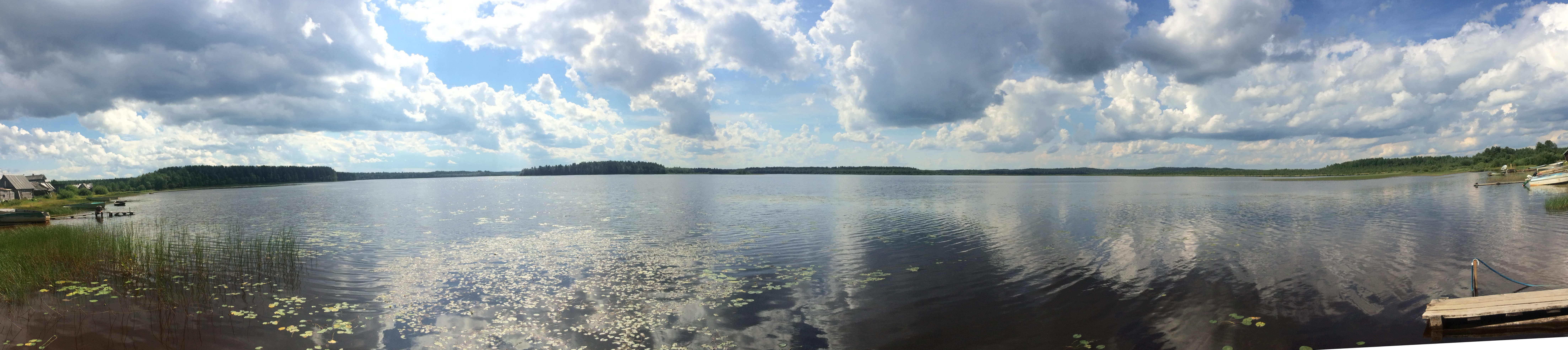
Панорама